# Solrosskogen
Solrosskogen (originaltitel The Sunflower Forest) är en roman av Torey Hayden, från 1984 som handlar om den 17-åriga Lesley vars mamma har suttit i koncentrationsläger under andra världskriget. Boken utkom i svensk översättning 1985.